# Тренчинске Станковце
Тренчинске Станковце (слч. Trenčianske Stankovce) насељено је мјесто са административним статусом сеоске општине (слч. obec) у округу Тренчин, у Тренчинском крају, Словачка Република.

## Становништво
| Година:    | 1994. | 2004.    | 2014.   | 2024.   |
| ---------- | ----- | -------- | ------- | ------- |
| Број људи: | 2676  | 2998     | 3155    | 3404    |
| Разлика:   |       | +12,03 % | +5,23 % | +7,89 % |

| Година:    | 2023. | 2024.   |
| ---------- | ----- | ------- |
| Број људи: | 3435  | 3404    |
| Разлика:   |       | -0,90 % |

Према подацима о броју становника из 2024. године насеље је имало 3404 становника.